# Pan-Amerikaanse kampioenschappen judo 2017
De Pan-Amerikaanse kampioenschappen judo 2017 waren de 40ste editie van de Pan-Amerikaanse kampioenschappen judo en werden gehouden in Panama-Stad, Panama, van vrijdag 28 april tot en met zondag 30 april 2017.

## Resultaten

### Mannen
| Gewichtsklasse | Goud                | Zilver           | Brons                               |
| -------------- | ------------------- | ---------------- | ----------------------------------- |
| – 60 kg        | Eric Takabatake     | Lenin Preciado   | Adonis Diaz Yandry Torres           |
| – 66 kg        | Osniel Solis        | Daniel Cargnin   | Juan Postigos Ángel Hernández       |
| – 73 kg        | Eduardo Barbosa     | Eduardo Araujo   | Magdiel Estrada Alexander Turner    |
| – 81 kg        | Eduardo Yudi Santos | Emmanuel Lucenti | Etienne Briand Jorge Martinez       |
| – 90 kg        | Iván Felipe Silva   | Colton Brown     | Rafael Macedo Victor Ochoa          |
| – 100 kg       | José Armenteros     | Andy Granda      | Pablo Aprahamian Leonardo Gonçalves |
| + 100 kg       | Alex García         | Héctor Campos    | Freddy Figueroa Ruan Isquierdo      |

### Vrouwen
| Gewichtsklasse | Goud             | Zilver                      | Brons                             |
| -------------- | ---------------- | --------------------------- | --------------------------------- |
| – 48 kg        | Paula Pareto     | Edna Carrillo               | Katelyn Bouyssou Stefannie Koyama |
| – 52 kg        | Jessica Pereira  | Luz Olvera                  | Angelica Delgado Ecaterina Guica  |
| – 57 kg        | Jessica Klimkait | Catherine Beauchemin-Pinard | Marti Malloy Aliuska Ojeda        |
| – 63 kg        | Estefania García | Yanka Pascoalino            | Anriquelis Barrios Hannah Martin  |
| – 70 kg        | Yuri Alvear      | Kelita Zupancic             | Olga Masferrer Elvismar Rodríguez |
| – 78 kg        | Samanta Soares   | Kaliema Antomarchi          | Diana Brenes Liliana Cardenas     |
| + 78 kg        | Beatriz Souza    | Melanie Bolanos             | Nina Cutro-Kelly                  |

## Medaillespiegel
| Plaats | Land             | Goud | Zilver | Brons | Totaal |
| 1      | Brazilië         | 6    | 2      | 4     | 12     |
| 2      | Cuba             | 4    | 2      | 5     | 11     |
| 3      | Canada           | 1    | 2      | 2     | 5      |
| 4      | Argentinië       | 1    | 2      | 0     | 3      |
| 5      | Ecuador          | 1    | 1      | 1     | 3      |
| 6      | Colombia         | 1    | 0      | 0     | 1      |
| 7      | Mexico           | 0    | 4      | 3     | 7      |
| 8      | Verenigde Staten | 0    | 1      | 7     | 8      |
| 9      | Venezuela        | 0    | 0      | 2     | 2      |
| 10     | Costa Rica       | 0    | 0      | 1     | 1      |
| 10     | Peru             | 0    | 0      | 1     | 1      |
| 10     | Uruguay          | 0    | 0      | 1     | 1      |
| Totaal | Totaal           | 14   | 14     | 27    | 55     |